# Elijah Wood
Pour les articles homonymes, voir Wood.
Elijah Wood [ɨˈlaɪd͡ʒə wʊd] est un acteur, producteur et DJ américain, né le 28 janvier 1981 à Cedar Rapids (Iowa).
Il accède à la célébrité internationale en interprétant le Hobbit Frodon Sacquet dans la trilogie Le Seigneur des anneaux (2001-2003) de Peter Jackson. Par la suite, s'il a diversifié les rôles dans un premier temps, apparaissant dans  Eternal Sunshine of the Spotless Mind (2004), Hooligans (2005), ou encore Sin City (2005), il peine à retrouver un grand rôle au cinéma. Malgré tout, il retrouve la Terre du Milieu dans Le Hobbit : Un voyage inattendu (2012), toujours sous la direction de Jackson.
À partir du milieu des années 2000, il devient prolifique dans les voix de personnages, étant le manchot Mumble dans Happy Feet (2008) et sa suite (2011) de George Miller, le rôle titre de Numéro 9 (2009), Shay dans Broken Age (2014), ou encore Wirt dans La Forêt de l'Étrange (2014). Il est également choisi pour être la voix du dragon Spyro dans une trilogie de jeux paru en 2006, 2007 et 2008.
Il se tourne également vers la comédie, jouant entre 2011 et 2014, Ryan Newman dans la série télévisée Wilfred diffusée sur la chaîne FX puis, entre 2016 et 2017, Todd Brotzman dans la série télévisée Dirk Gently, détective holistique diffusée sur BBC America.

## Biographie

### Enfance
Issu d'une famille aux origines allemandes, anglaises, autrichiennes et danoises ; Elijah Wood est né et grandit à Cedar Rapids dans l'Iowa. Fils de Warren et Debra Wood, il est le deuxième d'une fratrie de trois enfants. En 1988, il s'installe avec sa famille à Los Angeles.

### Carrière

#### Les débuts
Elijah Wood commence sa carrière artistique particulièrement tôt et fait sa première apparition à l'écran dans un clip de Paula Abdul : Forever Your Girl. En 1995, il est également vu dans un clip des Cranberries : Ridiculous Thoughts.
Dès 1989, il est remarqué par le réalisateur Robert Zemeckis qui lui offre un petit rôle dans le film à succès Retour vers le futur 2.
En 1990, il tourne dans le film Avalon de Barry Levinson.
En 1991, depuis son apparition dans le film Paradise, l'acteur obtient des premiers rôles dans certaines œuvres familiales comme : Les Aventures de Huckleberry Finn (1993) ou encore dans le remake de Flipper le dauphin (1996), où il interprète Sandy.
Dans les années 1990, il fait de brèves apparitions dans des publicités. Il partage rapidement l'affiche, sur certains films, avec des acteurs reconnus tels que Mel Gibson dans Forever Young, Kevin Costner dans À chacun sa guerre, Bruce Willis dans L'Irrésistible North ou encore Kevin Kline dans Ice Storm. Il joue par la suite dans des films comme Deep Impact, The Faculty ou encore La Mémoire volée.
En 1994, le critique Roger Ebert dit déjà de lui : « Elijah Wood has emerged, I believe, as the most talented actor in his age group, in Hollywood history. » (« Elijah Wood est apparu, je le crois, comme l'acteur de cette classe d'âge le plus talentueux, dans l'histoire d'Hollywood. »)

#### Le Seigneur des Anneauxet projets récents

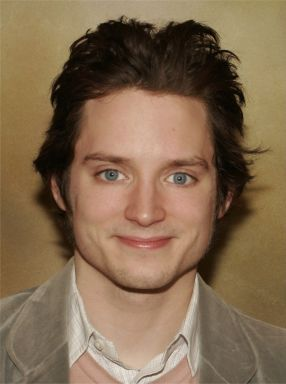
Elijah Wood en 2006.

En 1999, sa carrière prend un nouveau tournant. En effet, Peter Jackson lui offre le premier rôle (celui de Frodon Sacquet) dans la saga Le Seigneur des anneaux (2001-2003). Il devient alors connu du monde entier. Les trois films ont été un grand succès commercial, rapportant au total presque trois milliards de dollars lors de leur sortie dans les salles. Ils ont généralement reçu des critiques très positives, et ont été fortement récompensés, remportant notamment dix-sept Oscars sur trente nominations. Le dernier film de la trilogie, Le Retour du roi, remporta les onze Oscars auxquels il était nommé, égalant Ben-Hur et Titanic pour le record du plus grand nombre d'Oscars reçus pour un film. La trilogie reçut de nombreux prix pour la distribution, pour les effets spéciaux et pour l'infographie,,. 
Il joue ensuite dans les productions Spy Kids 3 : Mission 3D et plus tard Sin City ; tous deux de Robert Rodriguez, avec qui il a travaillé dans le film The Faculty en 1998.
En 2003, il obtient un rôle dans le film Eternal Sunshine of the Spotless Mind de Michel Gondry avec Jim Carrey, Kate Winslet et Kirsten Dunst (sorti en 2004).
En 2004, il intègre également la distribution du film Hooligans avec Charlie Hunnam (sorti en 2005).
L'année suivante, il tourne dans le film à sketches français Paris, je t'aime sorti en 2006. Il prête également sa voix au manchot Mumble dans le film d'animation Happy Feet de George Miller, ainsi que dans son adaptation vidéoludique
En 2007, il obtient le rôle principal dans le thriller Crimes à Oxford sorti en 2008.
Il devait incarner le chanteur Iggy Pop dans le biopic The Passenger, mais Iggy Pop retira son accord et sa participation au projet ; ce qui eut pour conséquence l'annulation du film.
En 2010, il prête sa voix à Deimos, le frère de Kratos dans le jeu vidéo God of War III.
De 2011 à 2014, il interprète Ryan Newman, personnage principal de la série télévisée américaine Wilfred.
En 2012, il incarne un tueur en série dans le film d'horreur Maniac. La même année, il retrouve Peter Jackson et reprend le rôle de Frodon Sacquet dans Le Hobbit : Un voyage inattendu, premier volet de la trilogie Le Hobbit centrée sur le personnage de Bilbon Sacquet et d'après le livre Le Hobbit de J. R. R. Tolkien publié en 1937. Il reprend également le personnage en 2015 pour les besoins du jeu vidéo Lego Dimensions.
En 2014, il prête sa voix à Shay, un des deux principaux personnage du jeu vidéo Broken Age du concepteur Tim Schafer et de son studio Double Fine Productions.
De 2016 à 2017, il joue dans la série comique Dirk Gently, détective holistique, annulée au bout de deux saisons
En 2018, il prête sa voix à Harry, un des deux principaux personnages du jeu vidéo 11-11 Memories Retold qui a pour thème la Première Guerre mondiale. Son studio SpectreVision sort en collaboration avec Ubisoft Montréal, le jeu vidéo en réalité virtuelle Transference.
En 2021, il retrouve Tim Schafer dans Psychonauts 2, jeu dans lequel il prête sa voix à Nick Johnsmith.

### Musique
Passionné de musique, Elijah Wood a pour groupes préférés les Smashing Pumpkins ou encore Radiohead.
En 2005, il crée son propre label de musique intitulé Simian Records,.
En septembre 2006, Simian Records signe avec le groupe de rock indépendant The Apples in Stereo. Elijah Wood dirige alors le clip Energy de ce même groupe et apparaît, en 2010, dans le clip Dance Floor.
Elijah Wood apparaît dans le clip Ridiculous Thoughts de The Cranberries. Il figure dans le clip Make Some Noise des Beastie Boys où il interprète Ad-Rock, l'un des trois chanteurs du groupe. Il apparaît également dans les clips Threw It on the Ground de The Lonely Island avec Ryan Reynolds, How the Day Sounds de Greg Laswell, ainsi que dans la série de trois clips de Danko Jones : Full Of Regret, Had Enough, I Think Bad Thoughts.
En 2012, il prête son image à Flying Lotus pour le clip Tiny Tortures, chanson provenant de l'album Until the Quiet Comes.

### Vie privée
En 2002, il fréquente l'actrice Franka Potente, rencontrée lors du tournage du film Imagine 17 ans.
De 2005 à 2010, il est en couple avec l'actrice Pamela Racine qu'il a rencontrée sur le tournage de Tout est illuminé.
En 2020, sa compagne, la productrice Mette-Marie Kongsved, donne naissance à un garçon. En 2022, le couple accueille leur deuxième enfant, une fille.

## Filmographie

### Comme acteur

#### Cinéma

##### Longs métrages
- 1989 : Retour vers le futur 2 (Back to the Future Part II) de Robert Zemeckis : Mickey[29]
- 1990 : Affaires privées (Internal Affairs) de Mike Figgis : Sean Stretch
- 1990 : Avalon de Barry Levinson : Michael Kaye
- 1991 : Paradise de Mary Agnes Donoghue : Willard
- 1992 : Le Rêve de Bobby (Radio Flyer) de Richard Donner : Mike
- 1992 : Forever Young de Steve Miner : Nat Cooper
- 1993 : Les Aventures de Huckleberry Finn (The Adventures of Huck Finn) de Stephen Sommers : Huck Finn
- 1993 : Le Bon Fils (The Good Son) de Joseph Ruben : Mark Evans
- 1994 : L'Irrésistible North (North) de Rob Reiner : North
- 1994 : À chacun sa guerre (The War) de Jon Avnet : Stuart « Stu » Simmons
- 1996 : Flipper d'Alan Shapiro : Sandy
- 1997 : Ice Storm (The Ice Storm) d'Ang Lee : Mike Carver
- 1998 : Deep Impact de Mimi Leder : Leo Biederman
- 1998 : The Faculty de Robert Rodriguez : Casey Conner
- 1999 : Black and White de James Toback : Wren
- 1999 : La Mémoire volée (The Bumblebee Flies Anyway) de Martin Duffy : Barney Snow
- 2000 : Chain of Fools de Pontus Löwenhielm et Patrick von Krusenstjerna : Mikey
- 2001 : Le Seigneur des anneaux : La Communauté de l'anneau (The Lord of the Rings: The Fellowship of the Ring) de Peter Jackson : Frodon Sacquet
- 2002 : Ash Wednesday, le mercredi des cendres (Ash Wednesday) d'Edward Burns : Sean Sullivan
- 2002 : Imagine 17 ans (All I Want) de Jeffrey Porter : Jones
- 2002 : Le Seigneur des anneaux : Les Deux Tours (The Lord of the Rings: The Two Towers) de Peter Jackson : Frodon Sacquet
- 2003 : Spy Kids 3 : Mission 3D de Robert Rodriguez : le guide
- 2003 : Le Seigneur des anneaux : Le Retour du roi (The Lord of the Rings: The Return of the King) de Peter Jackson : Frodon Sacquet
- 2004 : Eternal Sunshine of the Spotless Mind de Michel Gondry : Patrick
- 2005 : Hooligans (Green Street Hooligans) de Lexi Alexander : Matthew Buckner
- 2005 : Sin City de Robert Rodriguez : Kevin
- 2005 : Tout est illuminé (Everything Is Illuminated) de Liev Schreiber : Jonathan Safran Foer
- 2006 : Paris, je t'aime de Vincenzo Natali : le garçon
- 2006 : Bobby d'Emilio Estevez : William
- 2007 : Day Zero de Bryan Gunnar Colle : Aaron Feller
- 2008 : Crimes à Oxford (The Oxford Murders) d'Álex de la Iglesia : Martin
- 2010 : Les Meilleurs Amis (The Romantics) de Galt Niederhoffer : Chip Hayes
- 2012 : Celeste and Jesse Forever de Lee Toland Krieger : Scott
- 2012 : Revenge for Jolly! de Chadd Harbold : Thomas
- 2012 : Maniac de Franck Khalfoun : Frank Zito
- 2012 : Le Hobbit : Un voyage inattendu (The Hobbit: An Unexpected Journey) de Peter Jackson : Frodon Sacquet
- 2013 : American Stories (Pawn Shop Chronicles) de Wayne Kramer : Johnny Shaw
- 2013 : Grand Piano d'Eugenio Mira (en) : Tom Selznick
- 2014 : Cooties d'Ace Norton : Clint
- 2014 : Open Windows de Nacho Vigalondo : Nick Chambers
- 2014 : Set Fire to the Stars d'Andy Goddard : John M. Brinnin
- 2015 : Le Dernier Chasseur de sorcières (The Last Witch Hunter) de Breck Eisner : père Dolan 37e
- 2016 : Le Casse (The Trust) d'Alex et Ben Brewer : David Waters
- 2017 : I Don't Feel at Home in This World Anymore de Macon Blair : Tony
- 2019 : Come to Daddy d'Ant Timpson : Norval Greenwood
- 2021 : Inside Ted : Dans la tête du serial killer (No Man of God) d'Amber Sealey : Bill Hagmaier
- 2023 : The Toxic Avenger de Macon Blair : Fritz Garbinger
- 2024 : Bookworm de Ant Timpson : Strawn Wise
- 2025 : The Monkey d'Oz Perkins : Ted Hammerman
- 2025 : L.A. Rush de Jiahuang Peng et Peng Chen : Stanley Wright[7] (en postproduction[7])
- 2026 : Ready or Not 2: Here I Come de Tyler Gillett et Matt Bettinelli-Olpin

#### Courts métrages
- 1993 : The Witness de Chris Gerolmo : le jeune garçon
- 2009 : Beyond All Boundaries de David Briggs : caporal Wilfred Hanson / capitaine John C. Chapin (voix)
- 2010 : Full of Regret de Jason Diamond et Josh Diamond : Mouse
- 2011 : Fight for Your Right Revisited d'Adam Yauch : Ad-Rock
- 2011 : Boobie de Bryan Gaynor : James
- 2011 : I Think Bad Thoughts de Jason et Josh Diamond : Mouse
- 2011 : The Death and Return of Superman de Max Landis : Cyborg Superman / Hank Henshaw
- 2012 : Jason Alexander Joins the 99%
- 2012 : The Ballad of Danko Jones de Jason et Josh Diamond : Mouse
- 2012 : All in for the 99% de Joseph Quinn
- 2012 : Red vs. Blue : Sigma (court métrage d'animation)
- 2012 : The Narrative of Victor Karloch de Kevin McTurk : William Merriwether (voix)
- 2013 : Setup, Punch de David Schlussel : Reuben Stein
- 2013 : Tome of the Unknown de Patrick McHale : Wirt (voix)
- 2013 : This Must Be the Only Fantasy de Todd Cole

#### Films d'animation
- 2002 : The Adventures of Tom Thumb and Thumbelina de Glenn Chaika : Tom Thumb
- 2006 : Happy Feet de George Miller : Mumble
- 2009 : Numéro 9 de Shane Acker : no 9
- 2011 : Happy Feet 2 de George Miller : Mumble
- 2013 : Le vent se lève de Hayao Miyazaki : Sone (doublage, voix anglaise)

#### Télévision

##### Téléfilms
- 1990 : Child in the Night de Mike Robe : Luke
- 1992 : Day-O de Michael Schultz : Dayo
- 1997 : Les Aventures d'Oliver Twist (Oliver Twist) de Tony Bill : Jack Dawkins / Renard
- 2012 : L'Île au trésor (Treasure Island) de Steve Barron : Ben Gunn

#### Séries télévisées
- 1992 : Frasier : Ethan (voix)
- 1996 : Homicide : McPhee Broadman (saison 5, épisode 8)
- 2003 : Storyline Online : rôle inconnu (saison 2, épisode 1)
- 2011 : Funny or Die Presents… : James (saison 2, épisode 8 - segment de Boobie)
- 2011-2014 : Wilfred : Ryan Newman (49 épisodes)
- 2016-2017 : Dirk Gently, détective holistique : Todd Brotzman (18 épisodes[7])
- 2019 : Drunk History : Percy Shelley (saison 6, épisode 1) et John Raines (saison 6, épisode 13)
- 2023 : Yellowjackets : Walter Tattersall (depuis la saison 2)

#### Séries d'animation
- 1996 : Adventures from the Book of Virtues : Icarus (saison 1, épisode 3)
- 2004 : Les Rois du Texas (King of the Hill) : Jason (saison 8, épisode 18)
- 2006 / 2011 : Robot Chicken : William David Reynolds, Bailiff / Frodo Baggins, Frankenberry, Scarecrow (saison 2, épisode 15 / saison 5, épisode 13)
- 2006 : Freak Show : Freak Mart Squirrel (saison 1, épisode 6)
- 2010 : Glenn Martin DDS : Chester Chislehurst (saison 2, épisode 19)
- 2012-2013 : Tron : La Révolte (Tron: Uprising) : Beck (19 épisodes)
- 2014 : La Forêt de l'Étrange (Over the Garden Wall) : Wirt et voix additionnelles (mini-série, 10 épisodes)
- 2018 : Summer Camp Island : Saxophone (saison 1, épisode 4)
- 2018-2020 : Star Wars Resistance : Jace Rucklin (10 épisodes)

#### Clips musicaux
- Paula Abdul : Forever Your Girl (1989)
- The Cranberries : Ridiculous Thoughts (1995)
- The Apples in Stereo : Energy (comme réalisateur) (2006)
- Greg Laswell (en) : How the Day Sounds (2008)
- The Lonely Island : Threw It On the Ground (2009)
- Danko Jones : Full of Regret (2010)
- The Apples in Stereo : Dance Floor (2010)
- Danko Jones : I Think Bad Thoughts (2011)
- Beastie Boys : Make Some Noise (2011)
- Flying Lotus : Tiny Tortures (2012)

### Jeux vidéo
- 2006 : The Legend of Spyro: A New Beginning : Spyro
- 2006 : Happy Feet : Mumble
- 2006 : Lord of the Rings: Battle for Middle Earth II - Rise of the Witch King : Frodon Sacquet
- 2007 : The Legend of Spyro: The Eternal Night : Spyro
- 2008 : La Légende de Spyro : Naissance d'un dragon : Spyro
- 2010 : God of War III : Deimos, le frère de Kratos
- 2014 : Broken Age : Shay
- 2015 : Lego Dimensions : Frodon Sacquet
- 2018 : 11-11 Memories Retold : Harry
- 2021 : Psychonauts 2 : Nick Johnsmith

### Comme producteur
- 2014 : Cooties d'Ace Norton
- 2014 : A Girl Walks Home Alone at Night d'Ana Lily Amirpour
- 2014 : Open Windows de Nacho Vigalondo (producteur délégué)
- 2014 : Set Fire to the Stars d'Andy Goddard (coproducteur)
- 2015 : The Boy de Breck Eisner
- 2016 : The Greasy Strangler (en) de Jim Hosking
- 2017 : Bitch de Marianna Palka
- 2018 : Mandy de Panos Cosmatos
- 2019 : Daniel Isn't Real de Adam Egypt Mortimer
- 2020 : Archenemy de Adam Egypt Mortimer
- 2021 : Inside Ted : Dans la tête du serial killer (No Man of God) d'Amber Sealey

## Distinctions

### Récompenses
- 20e cérémonie des Saturn Awards 1994 : Meilleur jeune acteur dans un drame pour Le Bon Fils (1993).
- Awards Circuit Community Awards 2001 : meilleure distribution dans un drame d'aventure pour Le Seigneur des anneaux : La Communauté de l'anneau (2001) partagé avec Sean Astin, Sean Bean, Cate Blanchett, Orlando Bloom, Billy Boyd, Ian Holm, Christopher Lee, Ian McKellen, Dominic Monaghan, Viggo Mortensen, John Rhys-Davies, Liv Tyler, Hugo Weaving et Andy Serkis)
- Empire Awards 2002 : Meilleur acteur dans un drame d'aventure pour Le Seigneur des anneaux : La Communauté de l'anneau (2001).
- Phoenix Film Critics Society Awards 2002 : meilleure distribution dans un drame d'aventure pour Le Seigneur des anneaux : La Communauté de l'anneau (2001).
- Awards Circuit Community Awards 2003 : meilleure distribution dans un drame d'aventure pour Le Seigneur des anneaux : Le Retour du roi (2003) partagé avec Sean Astin, Sean Bean, Cate Blanchett, Orlando Bloom, Billy Boyd, Bernard Hill, Ian Holm, Ian McKellen, Dominic Monaghan, Viggo Mortensen, John Noble, Miranda Otto, John Rhys-Davies, Liv Tyler, Karl Urban, Hugo Weaving, David Wenham et Andy Serkis].
- MTV Movie Awards 2003 : meilleure équipe à l'écran dans un drame d'aventure pour Le Seigneur des anneaux : Les Deux Tours (2002) partagé avec Sean Astin.
- 2003 : National Board of Review Awards de la meilleure distribution dans un drame d'aventure pour Le Seigneur des anneaux : Le Retour du roi (2003).
- Online Film Critics Society Awards 2003 : meilleure distribution pour Le Seigneur des anneaux : Les Deux Tours (2002) partagé avec Sean Astin, Cate Blanchett, Orlando Bloom, Billy Boyd, Brad Dourif, Bernard Hill, Christopher Lee, Ian McKellen, Dominic Monaghan, Viggo Mortensen, Miranda Otto, John Rhys-Davies, Liv Tyler, Hugo Weaving, David Wenham et Andy Serkis.
- Phoenix Film Critics Society Awards 2003 : meilleure distribution dans un drame d'aventure pour Le Seigneur des anneaux : Les Deux Tours (2002).
- Academy of Interactive Arts and Sciences 2004 : meilleure performance masculine dans un drame d'aventure pour Le Seigneur des anneaux : Le Retour du roi (2003).
- Saturn Awards 2004 : meilleur acteur dans un drame d'aventure pour Le Seigneur des anneaux : Le Retour du roi (2003).
- Critics' Choice Movie Awards 2004 : meilleure distribution dans un drame d'aventure pour Le Seigneur des anneaux : Le Retour du roi (2003).
- Gold Derby Awards 2004 : meilleure distribution dans un drame d'aventure pour Le Seigneur des anneaux : Le Retour du roi (2003).
- Screen Actors Guild Awards 2004 : meilleure distribution dans un drame d'aventure pour Le Seigneur des anneaux : Le Retour du roi (2003).
- Hollywood Film Awards 2006 : meilleure distribution de l'année pour Bobby (partagé avec Harry Belafonte, Joy Bryant, Nick Cannon, Emilio Estevez, Laurence Fishburne, Brian Geraghty, Heather Graham, Anthony Hopkins, Helen Hunt, Joshua Jackson, David Krumholtz, Ashton Kutcher, Shia LaBeouf, Lindsay Lohan, William H. Macy, Svetlana Metkina, Demi Moore, Freddy Rodríguez, Martin Sheen, Christian Slater, Sharon Stone, Jacob Vargas et Mary Elizabeth Winstead)
- Fangoria Chainsaw Awards 2014 : meilleur acteur dans un thriller horrifique pour Maniac (2012).
- BTVA People's Choice Voice Acting Awards 2015 : meilleure performance vocale pour l'ensemble de la distribution dans une nouvelle série télévisée d'animation pour La Forêt de l'Étrange (2014) partagé avec Collin Dean, Melanie Lynskey, Jack Jones, Christopher Lloyd, Samuel Ramey, Fred Stoller, Emily Brundige et Cole Sanchez.

### Nominations
- Awards Circuit Community Awards 2002 : meilleure distribution dans un drame d'aventure pour Le Seigneur des anneaux : Les Deux Tours (2002) partagé avec Sean Astin, Cate Blanchett, Orlando Bloom, Billy Boyd, Brad Dourif, Bernard Hill, Christopher Lee, Ian McKellen, Dominic Monaghan, Viggo Mortensen, Miranda Otto, John Rhys-Davies, Liv Tyler, Hugo Weaving, David Wenham et Andy Serkis
- Screen Actors Guild Awards 2002 : meilleure distribution dans un drame d'aventure pour Le Seigneur des anneaux : La Communauté de l'anneau (2001) partagé avec Sean Astin, Sean Bean, Cate Blanchett, Orlando Bloom, Billy Boyd, Ian Holm, Christopher Lee, Ian McKellen, Dominic Monaghan, Viggo Mortensen, John Rhys-Davies, Liv Tyler, Hugo Weaving et Andy Serkis
- Gold Derby Awards 2003 : meilleure distribution dans un drame d'aventure pour Le Seigneur des anneaux : Les Deux Tours (2002)
- Screen Actors Guild Awards 2003 : meilleure distribution dans un drame d'aventure pour Le Seigneur des anneaux : Les Deux Tours (2002).
- Phoenix Film Critics Society Awards 2004 : meilleure distribution dans un drame d'aventure pour Le Seigneur des anneaux : Le Retour du roi (2003).

## Voix francophones
En version française, Elijah Wood est doublé par plusieurs comédiens jusqu'au début des années 2000. Ainsi, il est doublé à deux reprises chacun par Alexis Tomassian dans Paradise et À chacun sa guerre ainsi que par Charles Pestel dans Deep Impact et The Faculty. Il est également doublé par Christophe Lemoine dans Les Aventures de Huckleberry Finn et Paolo Domingo dans La Mémoire volée.
À partir de 2001 et du premier volet de la trilogie Le Seigneur des anneaux, Alexandre Gillet devient sa voix régulière dans la quasi-intégralité de ses apparitions. Il le retrouve notamment dans Spy Kids 3 : Mission 3D, Hooligans, Bobby, Crimes à Oxford, Maniac, Grand Piano, Open Windows, Cooties, Le Dernier Chasseur de sorcières, Dirk Gently, détective holistique ou encore I Don't Feel at Home in This World Anymore. En parallèle, Tony Marot le double en 2004 dans Eternal Sunshine of the Spotless Mind.
En version québécoise, il est notamment doublé à trois reprises par Nicolas Pensa dans Le Rêve de Bobby, Une seconde chance et Le Bon Fils. Il est doublé à deux reprises chacun par Hugolin Chevrette-Landesque dans Les Ensaignants et Du soleil plein la tête ainsi que par Guillaume Champoux dans Bobby et La Dernière Chasse aux sorcières tandis qu'il est doublé à titre exceptionnel par Patrick Duplat dans Les Aventures de Huck Finn  et Martin Pensa (en) dans L'Irrésistible North.